# Svoboda a přímá demokracie
Svoboda a přímá demokracie (SPD), deutsch Freiheit und direkte Demokratie, ist eine rechtsextreme und europaskeptische Partei in Tschechien. Sie wurde am 5. Mai 2015 von Tomio Okamura gegründet, der sich von seiner vorherigen Partei Úsvit přímé demokracie (kurz Úsvit, deutsch Morgendämmerung der direkten Demokratie) getrennt hatte.
Der Name wurde in Anlehnung an die 2019 aufgelöste Europaparlamentsfraktion Europa der Freiheit und der direkten Demokratie gewählt. Die SPD war von 2016 bis 2024 Mitglied der Identität und Demokratie Partei. Seit 2024 ist sie Mitglied der ESN-Partei.
Die SPD hatte zunächst drei Mitglieder im tschechischen Abgeordnetenhaus durch Übertritt von Úsvit. Neben Okamura waren dies Radim Fiala und Jaroslav Holík. Bei der Wahl 2017 zog die Partei mit 22 Abgeordneten ins Parlament ein, bei der Wahl 2021 gewann sie 20 Mandate.

## Wahlergebnisse
| Jahr | Wahl                      | Wähleranteil | Mandate | Platz |
| ---- | ------------------------- | ------------ | ------- | ----- |
| 2016 | Regionalwahlen 2016       | 4,67 %       | 30/671  | 6.    |
| 2017 | Abgeordnetenhauswahl 2017 | 10,64 %      | 22/200  | 4.    |
| 2019 | Europawahl 2019           | 9,14 %       | 2/21    | 5.    |
| 2021 | Abgeordnetenhauswahl 2021 | 9,56 %       | 20/200  | 4.    |
| 2024 | Europawahl 2024           | 5,7 %        | 1/21    | 7.    |

## Europawahl 2019
Seit der Europawahl 2019 war die Partei mit den zwei Abgeordneten Ivan David und Hynek Blaško im Europäischen Parlament vertreten. Letzterer trat im Jahr 2023 aus der Fraktion aus.